# Koch & Bergfeld

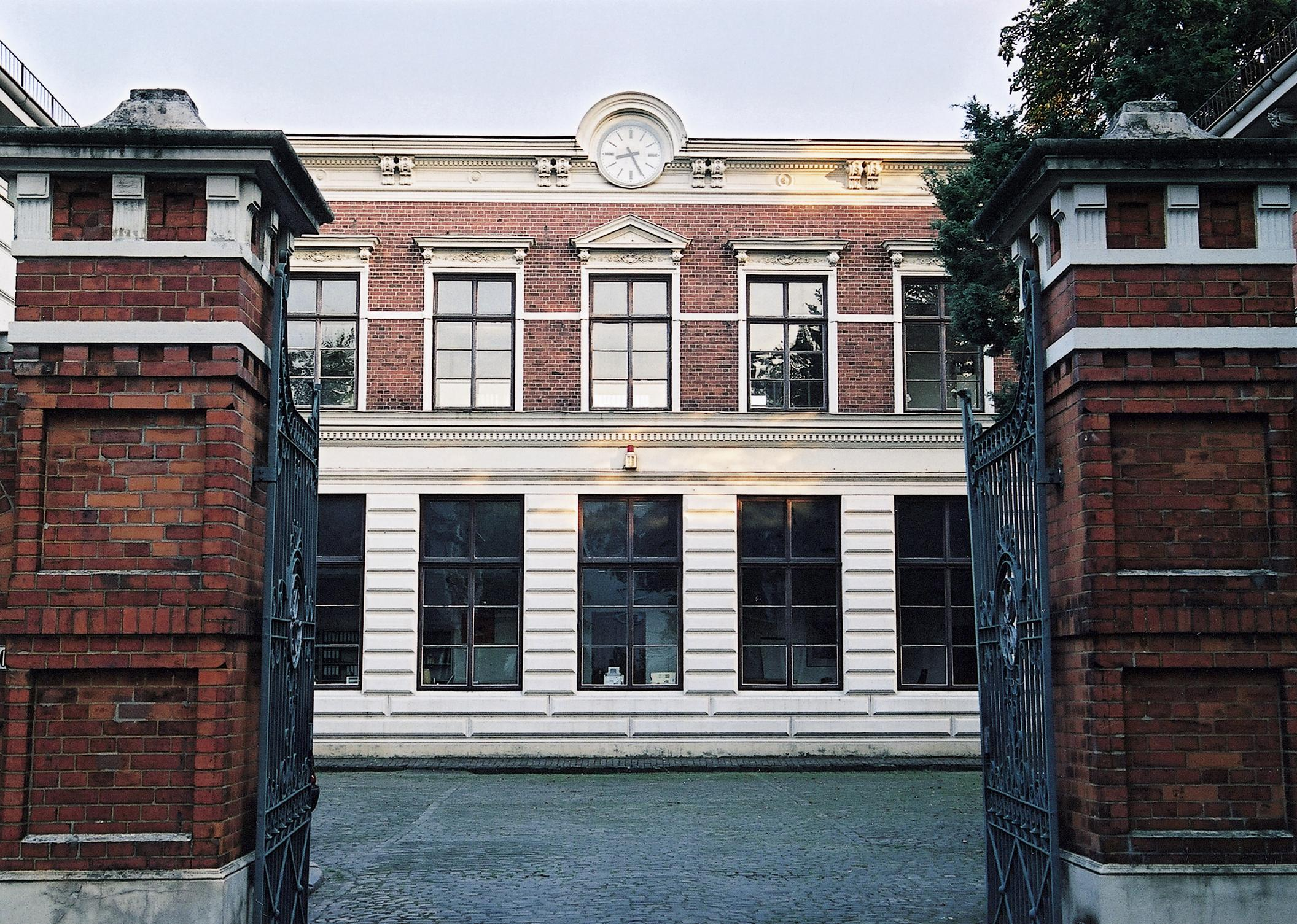
Hauptportal zur Silberwarenmanufaktur Koch & Bergfeld, Bremer Neustadt

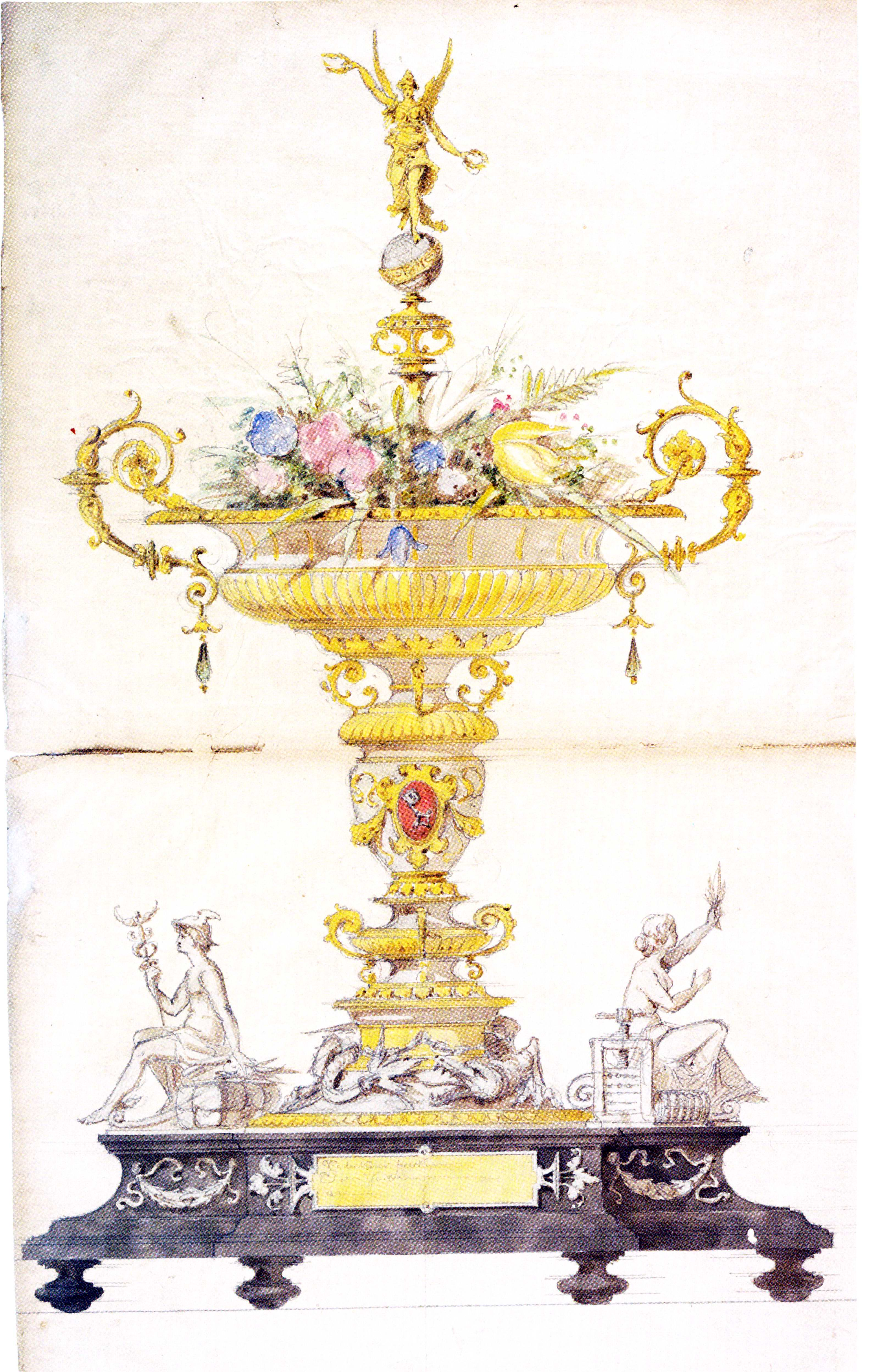
Heinrich von der Cammer, Entwurf für einen Tafelaufsatz der Silberwarenfabrik Koch & Bergfeld, um 1880

Die heutige Silberwarenmanufaktur Koch & Bergfeld in Bremen wurde 1829 als Meisterwerkstatt gegründet und ist damit eine der ältesten noch aktiven Silberwarenfabriken in Deutschland. In den Jahrzehnten um 1900 leistete sie bemerkenswerte Beiträge zur Geschichte der Angewandten Kunst des Historismus und Jugendstils. Heute sind bekannte Produkte von Koch & Bergfeld das Silberbesteck der Deutschen Botschaften sowie der Pokal der UEFA Champions League und das Modell der Goldenen Kamera für die Zeitschrift Hörzu. Das schlossartige Gebäude von 1882 wurde von dem Architekten Fritz Dunkel entworfen. Gemeinsam mit der Toranlage und weiteren Gebäuden steht es unter Denkmalschutz.

## Geschichte

### Aufstieg (1829 bis 1874)
Der 1804 in Bremen geborene Gottfried Koch eröffnete 1829 nach seiner Lehre, einigen Gesellenjahren in Hannover sowie der damals üblichen Wanderschaft, in der Knochenhauerstraße 12 eine Gold- und Silberschmiedewerkstatt. Nach bescheidenen Anfängen deuten um 1833 einige prominente Aufträge auf ein rasch gestiegenes Renommee. In diese frühe Zeit (angeblich bereits 1829) fällt auch die Zusammenarbeit mit dem aus Burgsteinfurt stammenden Steinschneider Ludwig Bergfeld. Beide hatten sich schon in ihrer Lehrzeit kennengelernt und auch ein Schwesternpaar aus Hannover geheiratet. Noch erlaubte die Zunft keine gemeinsame Goldschmiedewerkstatt. Tatsächlich erscheint „Louis Bergfeld“  erstmals 1833 im Bremer Adressbuch, und zwar als Graveur, An der Börse 1. 1831 hatte er das Bürgerrecht erworben, so wird 1832 als Beginn seiner selbständigen Tätigkeit anzusetzen sein. Zweck der Verbindung mit Koch mögen zunächst nur Aufgaben gewesen sein, die sich mit dem traditionellen Repertoire eines Goldschmieds und Bijouteriewarenhändlers berührten, etwa die Zurichtung von Schmucksteinen, die Herstellung von Gemmen oder Kameen, das Anbringen von Gravuren auf Silberwaren und Siegelringen. Entscheidend für die weitere Entwicklung wurden jedoch seine speziellen Fertigkeiten, wenn es darum ging, Stempel aus Stahl zum Pressen dünner Silberbleche herzustellen. Seine Goldschmiedelehre bei Gottfried Koch ab 1837 und 1856 sein Beitritt zum Goldschmiedeamt (der Zunft) sind als reine Formalitäten zu werten, sprechen aber für eine Intensivierung der Zusammenarbeit im Hinblick auf die Errichtung einer gemeinsamen Silberpräge. Erst 1856 firmieren die Partner offiziell als „Koch & Bergfeld“.
Bergfelds Söhne gingen bei Gottfried Koch in die Lehre: Georg Daniel von 1849 bis 1853, Gottfried 1853 bis 1857. Georg wird 1859 Meister und firmiert 1860 als Teilhaber der Firma. Auch stempelt die Werkstatt ihre Arbeiten erst nach Auflösung der Zunft 1871 mit „Koch & Bergfeld“.
Bereits 1836 war Gottfried Koch mit Werkstatt und Ladenlokal in die Obernstraße umgezogen, die sich damals langsam von einer großbürgerlichen Wohnstraße zum Geschäftszentrum wandelte. Der Erwerb des repräsentativen Hauses Nr. 49 (später Nr. 36, bestand bis zum Zweiten Weltkrieg als Ladenlokal) deutet auf ein florierendes Unternehmen. Um die Mitte des 19. Jahrhunderts hatte sich die Produktion von Silberwaren grundlegend gewandelt: Selbst größere Objekte wurden jetzt nicht mehr vorwiegend aufgrund individueller Aufträge hergestellt, sondern ein Warenangebot wurde vorrätig gehalten und in Musterbüchern zum Verkauf angeboten. Folge der neuen rationellen Produktionsweisen (Arbeitsteilung, Maschineneinsatz) sind Mehrfach- und sogar Serienanfertigungen. Die Senkung der Produktionskosten ermöglichte die Erschließung neuer Käuferschichten.
Die Werkstätten wurden 1859 in die Vorstadt Auf den Häfen Nr. 51 verlegt und nannten sich jetzt „Prägeanstalt“. Bereits an dieser Produktionsstätte wurde mit einem umfangreichen handbetriebenen Maschinenpark mit Fallhämmern und Spindelpressen gearbeitet und spätestens 1863 mit mindestens einer Dampfmaschine (6 PS). Die Gründer übergaben ihr Geschäft 1865 ihren vier Söhnen. Die neuen Inhaber expandierten weiter. Vor allem die bisher handwerklich betriebene Besteckfertigung profitierte von der Umstellung auf Maschinenarbeit. 1873 gehörten zur Firma „über 132 Arbeiter“. Im selben Jahr war sie auf der Wiener Weltausstellung vertreten. Der dort registrierbare Erfolg, der auch von neutralen Beobachtern gesehen wurde, mag Anlass zu der sich anschließenden, außerordentlichen Expansion gegeben haben.

### Expansion (1874 bis 1918)
Die durch diese grundsätzliche Änderung rasch steigende Fertigung suchte nun Absatz auch außerhalb Bremens. Der bestehende Zollausschluss Bremens behinderte die Entwicklung einer größeren Industrie erheblich, weil die erzeugten Güter bei einem Absatz in den übrigen deutschen Bundesstaaten mit hohem Zoll belastet wurden.
Die Geschäftsleitung baute deswegen 1874/75 im Neuenlander Feld, auf Bremer Staatsgebiet, aber außerhalb der Zollgrenzen einen großen Fabrikations- und Verwaltungskomplex. 1885 entstand die heute noch erhaltene, unter Denkmalschutz gestellte Fassade und die Toranlage.
Bis zur Jahrhundertwende steigerte sich noch die Zahl der Maschinen und Arbeiter: Zwischen 1890 und 1900 wuchs die Mitarbeiterzahl von 400 auf 600, zwischen 1900 und 1914 zeitweise auf rund 800. Vor dem Ersten Weltkrieg gehörte das Unternehmen damit neben Wilkens in Bremen und Bruckmann in Heilbronn zu den drei großen deutschen Silberwarenfabriken.
Um Silber mit (Teil-)Vergoldung zu versehen und um Alpacca zu versilbern, standen schon früh galvanische Techniken zur Verfügung. 1877 wurde den Produktionshallen auf dem Neuenlander Feld auch eine galvanotechnische Abteilung angefügt. Noch gab es kein öffentliches Stromnetz. Eine dampfkraftgetriebene Dynamomaschine lieferte vor Ort den erforderlichen Gleichstrom.
Bei den Bremer Herstellern wurden vor allem Bestecke versilbert, den Markt für versilberte Korpusware bediente man hier, anders als bei süddeutschen Herstellern, von jeher nur in geringem Umfang.
Diese Jahrzehnte um die Jahrhundertwende waren nicht nur in ökonomischer und quantitativer Hinsicht die Blütezeit der gesamten Unternehmensgeschichte. Auch künstlerisch war man auf der Höhe der Zeit. Das Unternehmen gründete 1885 für die inzwischen große Belegschaft eine Pensions- und Betriebskrankenkasse.
Vor dem Ersten Weltkrieg zählte der Norddeutsche Lloyd zu den größten Kunden von Koch & Bergfeld. Versilbertes Tafelgerät und Besteckmodelle wurden exklusiv für den Lloyd entworfen und gefertigt. Spezielle Entwurfszeichnungen sind in Einzelbänden enthalten und erlauben es, nicht nur nach Entwürfen, sondern auch anhand ausführlicher Aufzählungen aller Gegenstände, die Ausstattung der verschiedenen Klassen auf den Passagierschiffen der Reederei zu rekonstruieren.
Bis 1914 weiteten sich Produktion und Absatz stetig aus. Längst waren die Grenzen des regionalen Marktes überschritten. Bis Kolumbien und Venezuela reichten die Vertriebswege, ein ganz wichtiges Kundenfeld war die Oberschicht im zaristischen Russland. Es ist überliefert, dass jährlich ein Vertreter mit mehreren großen Musterkoffern nach St. Petersburg fuhr und auch die Zusammenarbeit mit Fabergé ist nachgewiesen. 1891 war Gründerenkel Gottfried Julius Bergfeld in die Firma eingetreten und ab 1901 bis vermutlich 1934 Teilhaber.

### Konzentration (seit 1914)
Der Erste Weltkrieg brachte nicht nur diese Handelskontakte zum Erliegen, sondern führte auch dazu, dass Teile der Fabrik für die Rüstungsproduktion umgewidmet wurden. Die wirtschaftlichen Probleme in den Zwanziger Jahren brachten die Firma an den Rand ihrer Existenz. An die Seite seines Vaters Gottfried trat 1928 der junge Ludwig Koch. Auf ihn geht wohl jener Wandel in der Unternehmenspolitik zurück, der eine Rückbesinnung auf traditionelle Handwerkswerte und Abkehr von der Serienproduktion (jedenfalls im Korpusbereich) bedeutete. In Mitarbeiterzahlen ausgedrückt bedeutete dieses Gesundschrumpfen einen Rückgang von 450 Beschäftigten im Jahr 1925 auf nicht mehr als 175 in den Jahren 1932/33.
Die Familie Bergfeld schied 1934 aus. Man verstärkte die individuelle Einzelfertigung in der Korpuswerkstatt und beschränkte sich auf eine kleinere Produktpalette im Besteckbereich. Intensiv wurde dem Zeitgeschmack Rechnung getragen, hoher Wert gelegt auf Formenreinheit und beste Handwerkerschaft, wo nötig Produktionsmethoden verbessert und verfeinert.
Der Zweite Weltkrieg brachte dann Fertigungsverbote, Rohstoff- und Arbeitskräftemangel, es mussten LKW-Stoßstangen und Scheinwerfergehäuse gefertigt werden für Wehrmachtsfahrzeuge. Trotz der Nähe zum Flughafen Bremen wurde glücklicherweise das Gebäude auf dem Gelände von Bombenschäden weitgehend verschont. Der wirtschaftliche Zusammenbruch war 1945 dann aber, wie überall in Deutschland, ein totaler.
Auch in der Nachkriegszeit bestand zunächst kein Bedarf an Luxusgütern und man war 1945 froh über eine Lizenz zur Produktion von Haus- und Küchengeräten sowie von „Andenken für die Militärregierung“.
1948 kam es zur Währungsreform und zum Unfalltod von Ludwig Koch. Zusammen mit drei, dann zwei Prokuristen beschritt seine Witwe Ingeborg den mühsamen Weg des Wiederaufstiegs, bis dann 1965 einer der Söhne, Dr. rer. oec. Gottfried Koch als geschäftsführender Gesellschafter in dem Unternehmen eintrat.

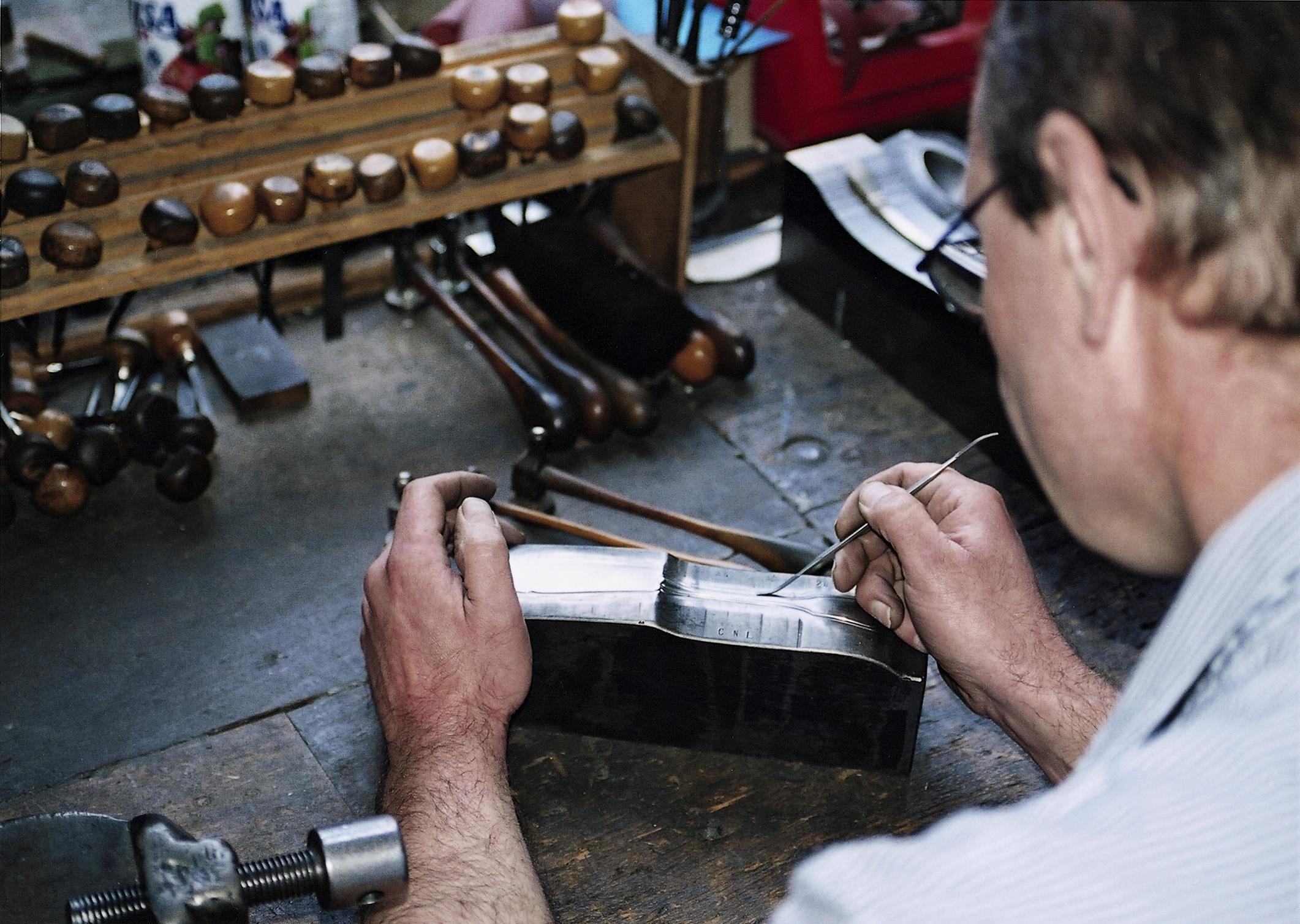
Die Herstellung der Presswerkzeuge erfolgt wie vor 100 Jahren von Hand

Von der später so bezeichneten Wirtschaftswunderzeit profitierte dann auch langsam das inzwischen 125 Jahre alt gewordene Unternehmen. Ein großer Nachholbedarf der Bevölkerung brachte Vollbeschäftigung im Bremer Werk. Bis zu 250 Mitarbeiter zählte damals die Belegschaft. Es wurde zu der Zeit die Menügröße bei den Essbestecken eingeführt, als Zwischenmaß zwischen Tafel- und Dessertgröße. Koch & Bergfeld versah seine Echtsilberbestecke als erster Hersteller in Deutschland mit einer patentierten Hartglanzversilberung. Die Firma und ihre Meisterzeichen „Fußschale“ für die Bestecke und „Bremer Schlüssel“ für die Echtsilber-Korpusware konnten sich wieder bei der Kundschaft etablieren.
1967 erhielt das Unternehmen nach einem Wettbewerb von der UEFA den Auftrag zur Herstellung des heutigen Pokals der Champions League: Er wurde von Horst Heeren, dem langjährigen Leiter des Entwurfbüros von Koch & Bergfeld, geschaffen. Seither wird der Pokal nachproduziert, sobald eine Mannschaft den Titel zum fünften Mal oder zum dritten Mal in Folge erringen konnte und damit den Pokal behalten durfte. Ansonsten werden hier auch kleinere Repliken für die Mannschaften produziert, die zwar den Titel erlangten, den Pokal aber nicht behalten durften.
Die Entwicklung seit Ende der 1980er Jahre ist gekennzeichnet durch ein Nebeneinander von sehr stetiger und solider, an der großen handwerklichen Tradition der Firma orientierten und auf hohes Qualitätsniveau achtender Produktion einerseits und einer zeitweise unruhigen Folge von Wechseln im Bereich der Geschäftsführung.
1989 wurde das Unternehmen durch den Gründerenkel Gottfried Koch an Villeroy & Boch verkauft. Villeroy & Boch investierte erheblich in das Werk, führte auch eine umfangreiche Altlastensanierung durch – wurde aber mit dem Investment in Bremen nicht glücklich. Letztendlich passte die Verkaufsschiene von Villeroy & Boch – mittelpreisig – und die von Koch & Bergfeld – hochpreisig – nicht zusammen. Ein gemeinsamer Vertrieb scheiterte.

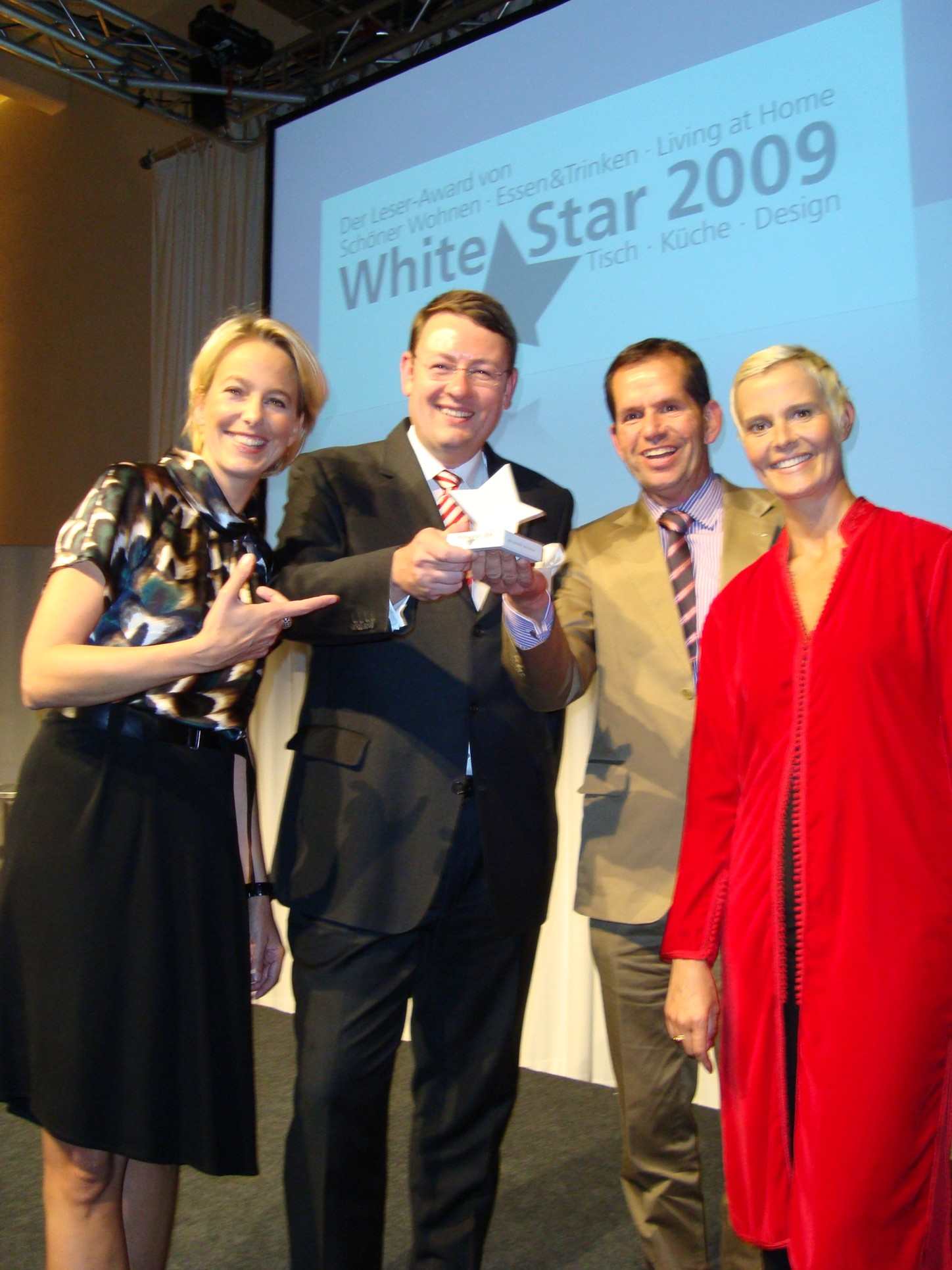
Verleihung des bronzenen White Star Award 2009 an Koch & Bergfeld: Julia Jäkel, Wigmar Bressel, Klaus Neubauer und Jenny Levié (v. l.)

Schon 1994 verkaufte Villeroy & Boch die Korpuswerkstatt (alles außer Besteck und heute auch Modeaccessoires) an den größten Kunden der Werkstatt, den Kieler Juwelier Klaus Hansen. Dieser betrieb die Korpuswerkstatt bis Ende 2004, vor allem um auch seine eigenen Entwürfe für Silberbecher und weiteres Tafelsilber produzieren zu können. Altersbedingt wechselte die Korpuswerkstatt zum 1. Januar 2005 wieder den Besitzer: Florian Blume, Spross der berühmten Hildesheimer Silberdynastie Blume, bisheriger Werkstattleiter von Klaus Hansen, erwarb die Korpuswerkstatt von seinem Arbeitgeber und benannte sie in Koch & Bergfeld Silbermanufaktur Florian Blume GmbH & Co. KG um.
Erst 1997 fiel im Saarland bei Villeroy & Boch die Entscheidung, sich auch vom Betrieb der Besteckwerkstatt zu trennen. Man verkaufte in einem Assetdeal an seinen Werksleiter Hartmut Soostmeyer die Besteckfertigung – ein klassisches Management-Buy-out. Soostmeyer starb 2004 – seine Familie beschloss den Weiterverkauf. Seit 2006 gehört das Unternehmen den Kaufleuten Klaus Neubauer und Wigmar Bressel. Heute heißt es Koch & Bergfeld Besteckmanufaktur GmbH.
In einem dritten Schritt verkaufte Villeroy & Boch 2007 seine Gesellschaftsanteile an der historischen Koch & Bergfeld GmbH mit der spektakulären Gründerzeit-Fabrik im Kirchweg 200, dem Stammsitz der Silberschmiede. Zu den  Gesellschaftern gehörten wieder Klaus Neubauer (inzwischen ausgeschieden) und Wigmar Bressel.
Bei den 2005 und 2007 durchgeführten Rankings der besten deutschen Luxusmarken durch die Brand Rating-Agentur München für die Zeitschrift WirtschaftsWoche kam Koch & Bergfeld jeweils unter die TOP-30.

2009 wurde Koch & Bergfeld als eines von 1000 der etwa 1,3 Millionen deutschen Familienunternehmen in das Lexikon der deutschen Familienunternehmen aufgenommen sowie von einer Jury als Marke des Jahrhunderts ausgezeichnet. Des Weiteren vergaben die rund 16 000 Teilnehmer beim Leserpreis White Star Award 2009 der Zeitschriften Schöner wohnen, essen & trinken und Living at home den Bronze-Star für das Besteck Belle Epoque mit Hammerschlag.
Nach einem etwa einjährigen „desaströsen“ Verlauf des Handels mit Bestecken wurde im August 2023 allen verbleibenden Mitarbeitern der Besteckmanufaktur zum Ende des folgenden Septembers gekündigt. Den Mitarbeitern konnten zuletzt die Gehälter nicht mehr gezahlt werden. Nachdem der Geschäftsführer Bressel monatelang für ein Überleben der Firma gekämpft und sich im Oktober ein Interessent für die Firma zurückgezogen hatte, wurde Ende Januar 2024 ein Insolvenzverfahren für die Koch & Bergfeld Besteckmanufaktur GmbH eröffnet.

Das wirtschaftliche schwierige Umfeld der Branche betraf parallel ebenso die Bremer Silberschmiede Wilkens & Söhne, die auf ein vergleichbar lange Firmenhistorie wie Koch & Bergfeld verweisen konnte, und für die zu Beginn des Jahres 2024 ein Liquidationsverfahren eingeleitet wurde, um Investoren zu finden, die die Marke und die noch bestehenden 30 Arbeitsplätze absichern.

## Produktpalette

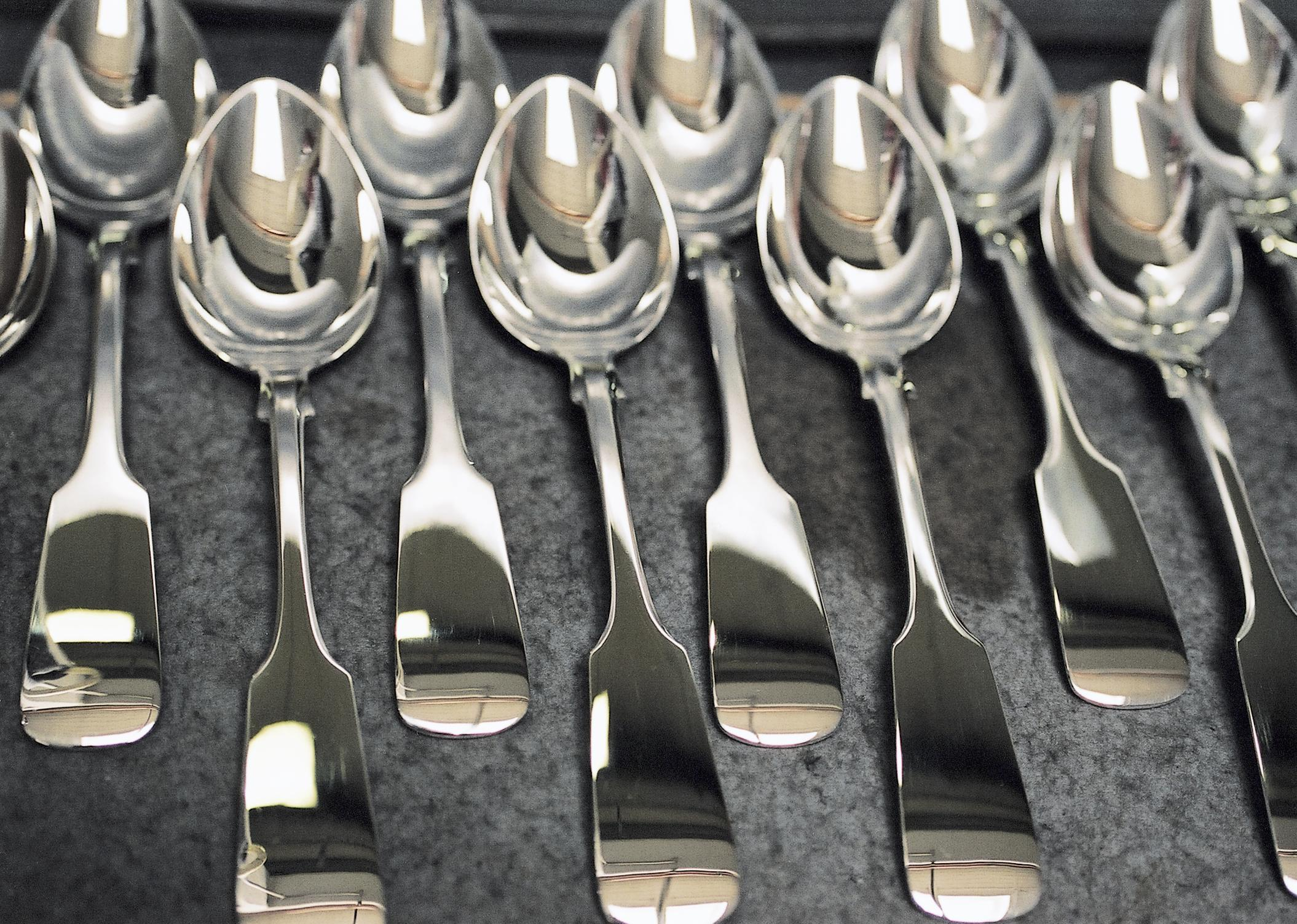
Koch & Bergfeld fertigt das Modell „Spaten“ unverändert seit Anfang der Produktion.

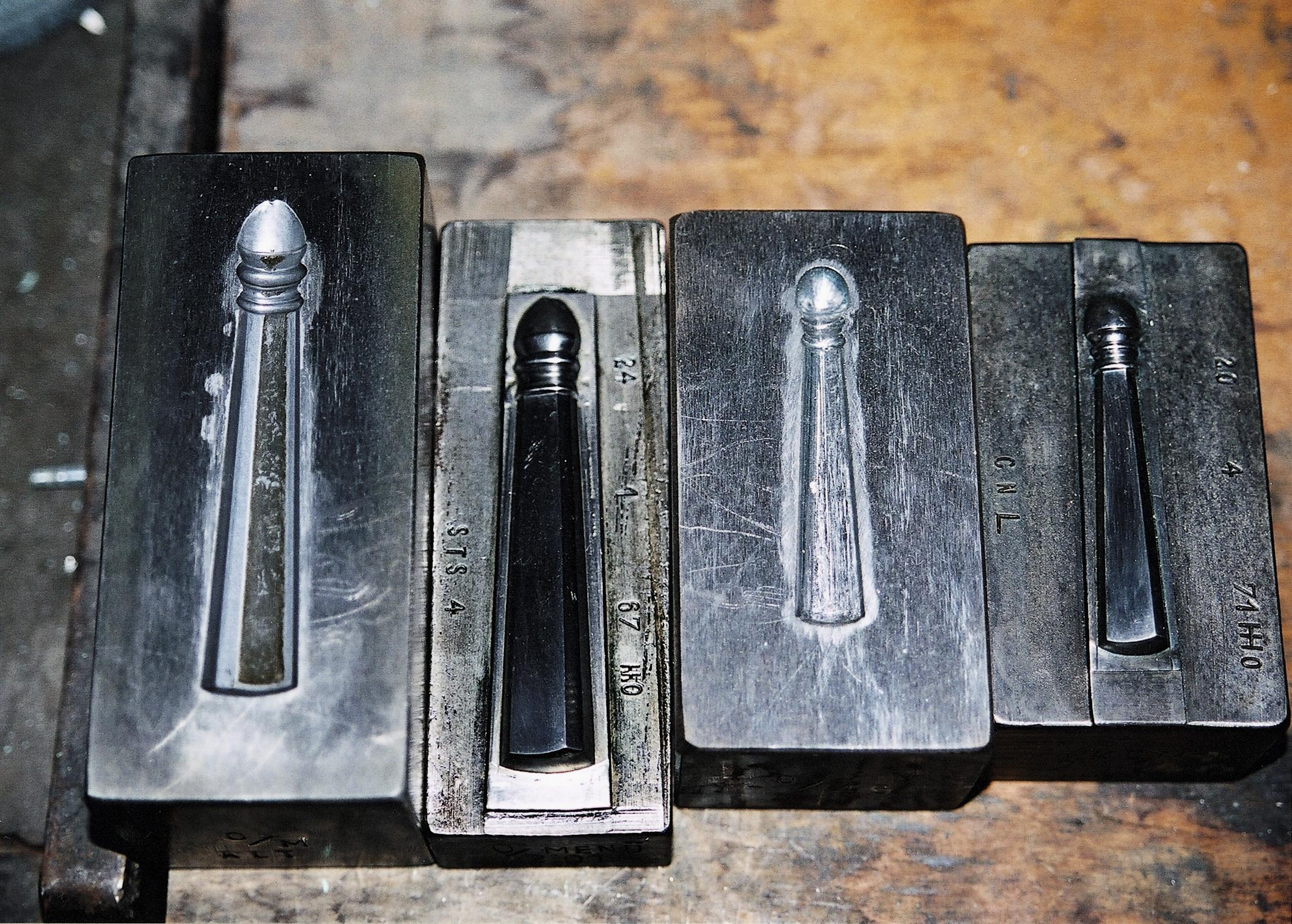
Prägestöcke für Messergriffe des Besteckmodells „Spaten“

Die Koch & Bergfeld Besteckwerkstatt produziert sowohl versilbertes als auch massives Silberbesteck (925er Sterlingsilber) nach klassischen, teilweise historischen Entwürfen wie „Spaten“, „Altfaden“, „Kreuzband“ oder „Bremer Lilie“. Die Silberwarenmanufaktur ist dabei weltweit der einzige Hersteller, der eine komplette Stilgeschichte des Bestecks fertigt. Daneben werden auch Produkte – wie seit 1994 die verkleinerte Nachbildung des historischen „Großen Dresdner Stollenmessers“ von 1730, mit dessen Originalnachbildung traditionell während des Dresdner Stollenfestes der Riesenstollen angeschnitten wird – gefertigt.
Koch & Bergfeld Corpus, die andere Nachfolgefirma, ist mit ihren nationalen und internationalen Sport- und Medienpreisen mittlerweile weltweit ein Begriff. Der Champions-League-Pokal, der Liga-Pokal, Repliken der DFB Meisterschale und des DFB-Pokals sowie Goldene Kamera und Karlspreis sind die bekanntesten Preise. Bedeutsam sind auch Silbermodelle in Form von Schiffen, Fahr- und Flugzeugen oder Gebäuden aller Art.
Die Koch & Bergfeld Corpus ist seit 1. August 2007 dem öffentlichen Publikum in einer „Gläserne Manufaktur“ in einem alten Speicher in der Bremer Überseestadt geöffnet. Jeder Interessierte kann dort die Entstehung von Gold- und Silberprodukten beobachten und miterleben.

In den Entwurfsbüchern der Silberwarenmanufaktur haben sich seit etwa 1840 14.000 verschiedene Besteckteile und Entwürfe für mehr als 300.000 unterschiedlichen Korpuswaren wie Pokale, Becher, Teller, Vasen, Krügen oder Leuchter u. a. in 250 Folianten angesammelt, ferner verfügt das Unternehmen über 3000 Prägestöcke. Diese Entwürfe ermöglichen auch die Nachproduktion oder Ausbesserung älterer Stücke.
Besteckwerkstatt, Korpusfertigung und die historische Gesellschaft Koch & Bergfeld sind heute drei unabhängige und eigenständige Unternehmen.

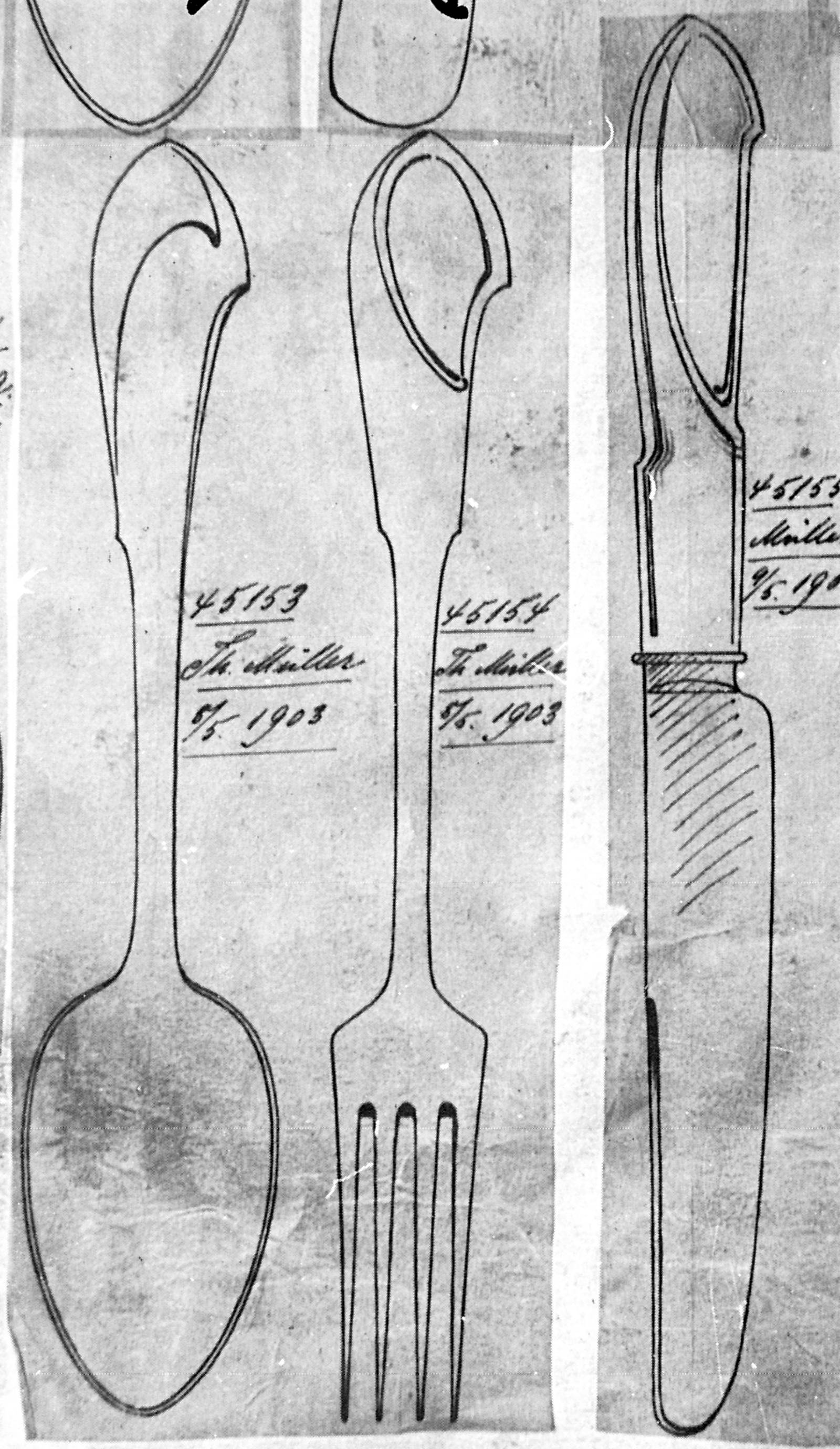
Werkzeichnung aus einem Auftragsbuch bei Koch & Bergfeld, Bremen, nach einem Entwurf von Henry van de Velde, Mai 1903

## Entwerfer
Schon seit der Expansion in der Gründerzeit hatte eine gesteigerte Arbeitsteilung zur Einrichtung eines eigenen Entwurfsbüros geführt. Ihr erster Leiter war von 1874 bis 1903 Heinrich von Cammer. Er pflegte eine Manier, in der zierliche Gefäßformen mit einer Tendenz zu überlängten, stark eingeschnürten Profilen und graphisch wirkende, zarte Rankenmotive vorherrschen. Ihm folgte von 1904 bis 1909 der Jugendstilkünstler Hugo Leven. Der Stil seiner Bremer Zeit ist gekennzeichnet durch ein Nebeneinander von stereometrischen Ornamenten im Sinn des Wiener Sezessionsstils und naturalistischen Tierreliefs. Gustav Elsaß leitete das Atelier von 1909 bis 1945. Von ihm stammen kraftvolle, bemerkenswerte Entwürfe aus den 1930er Jahren. In der zweiten Jahrhunderthälfte bestimmte Horst Heeren lange Jahre Stil und hohen handwerklichen Standard. 
Auch Künstler von außerhalb ließen ihre Entwürfe in Bremen realisieren. Als z. B. der Weimarer Hofjuwelier Th. Müller die Ideen des berühmten Henry van de Velde für ein eigenes Besteck und große silberne Korpusteile umzusetzen hatte, bediente er sich weitgehend der Produktionskompetenz bei Koch & Bergfeld. Ebenso ließ Albin Müller sein Service für die Brüsseler Weltausstellung 1910 hier fertigen. Die großen Ratssilberteile von 1913 entwarf Rudolf Alexander Schröder. Daneben pflegte man auch die kunsthandwerkliche Herstellung von anderen Einzelstücken. Um genügend Nachwuchs zu rekrutieren, wurde im eigenen Atelier weiterhin ausgebildet. Ein prominenter Absolvent war Wilhelm Wagenfeld. 1929 zog man Bernhard Hoetger für einen Besteckentwurf heran. In jüngster Zeit wurde Paloma Picasso mit Entwürfen beteiligt.

## Marken
Bis zur Auflösung des Goldschmiedeamts sind die silbernen Korpusstücke vom Zunftmeister Gottfried Koch gestempelt. Seit etwa 1881 bis 1978 wurde als Fabrikmarke bevorzugt das Warenzeichen der mit drei Füßchen auf hohem Schaft stehenden Fußschale verwendet.

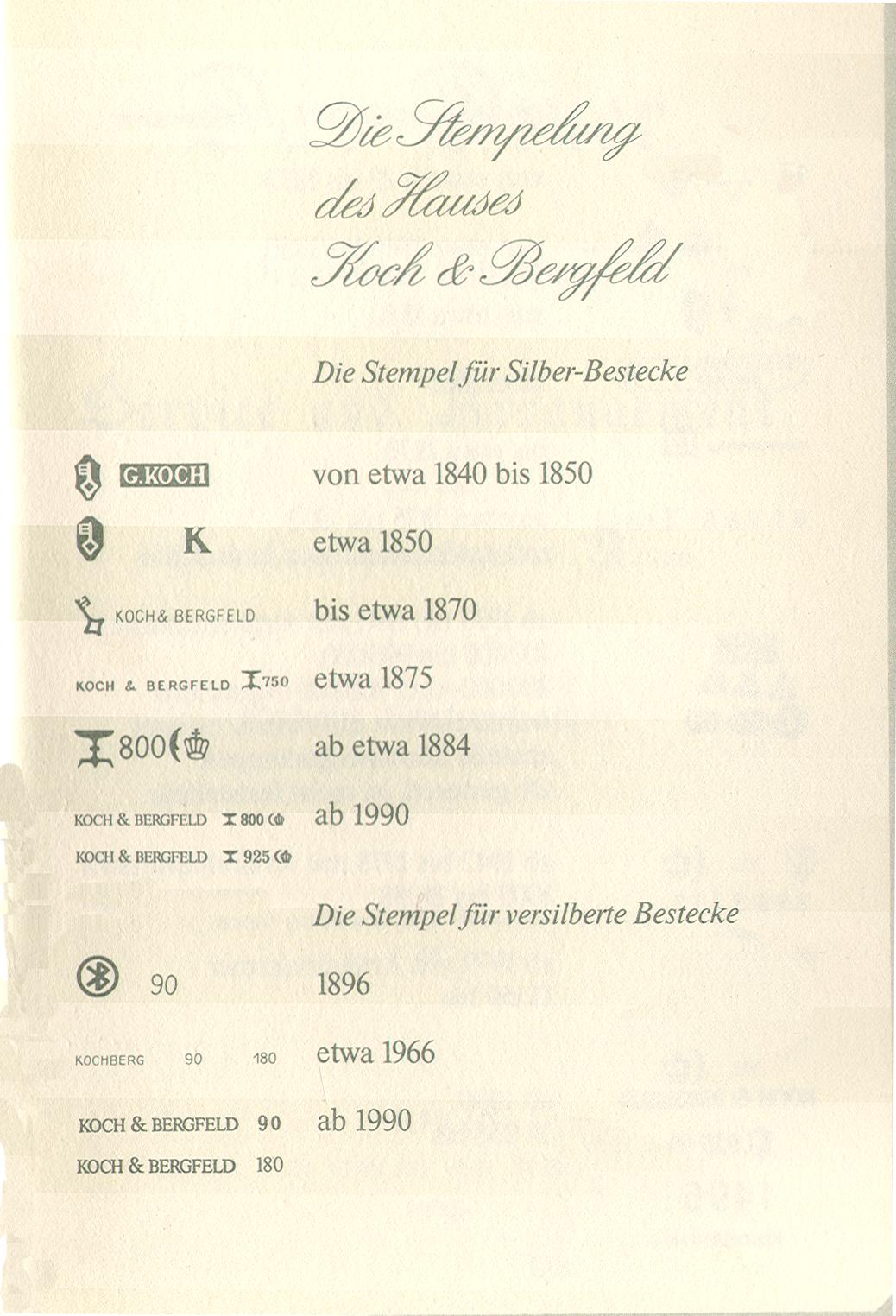
Stempelung von Koch & Bergfeld (Übersicht)
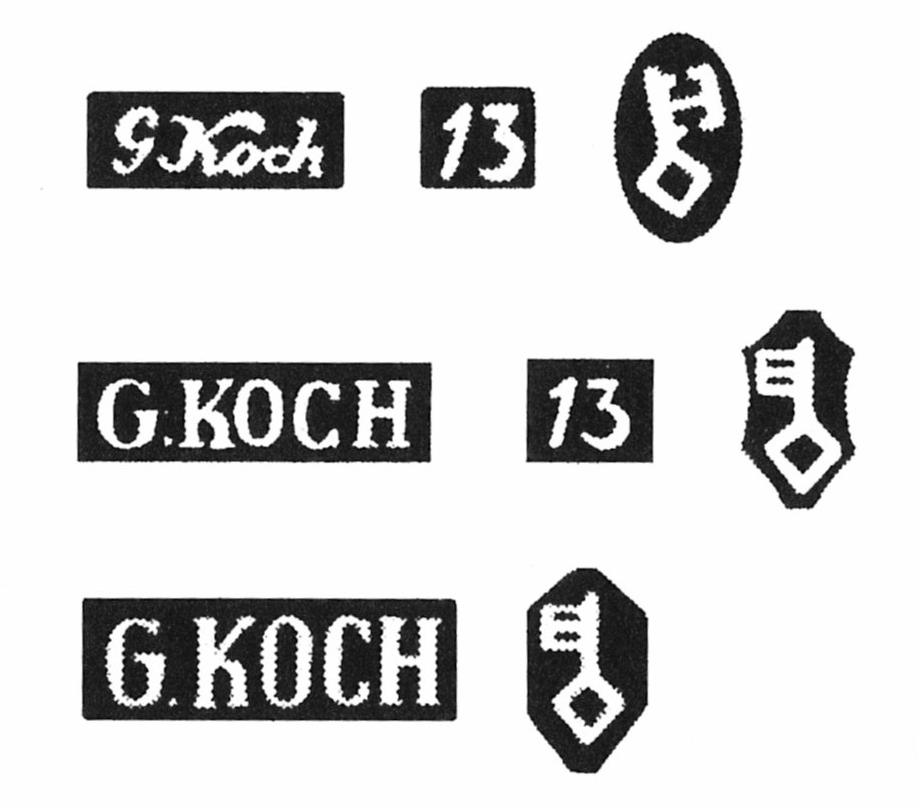
Die von Gottfried Koch von 1829 bis um 1833, um 1833 bis um 1850 und um 1850 bis um 1860 verwendeten Meistermarken mit Lötigkeitsziffer 13 und Bremer Stadtmarke (Schlüsselwappen)
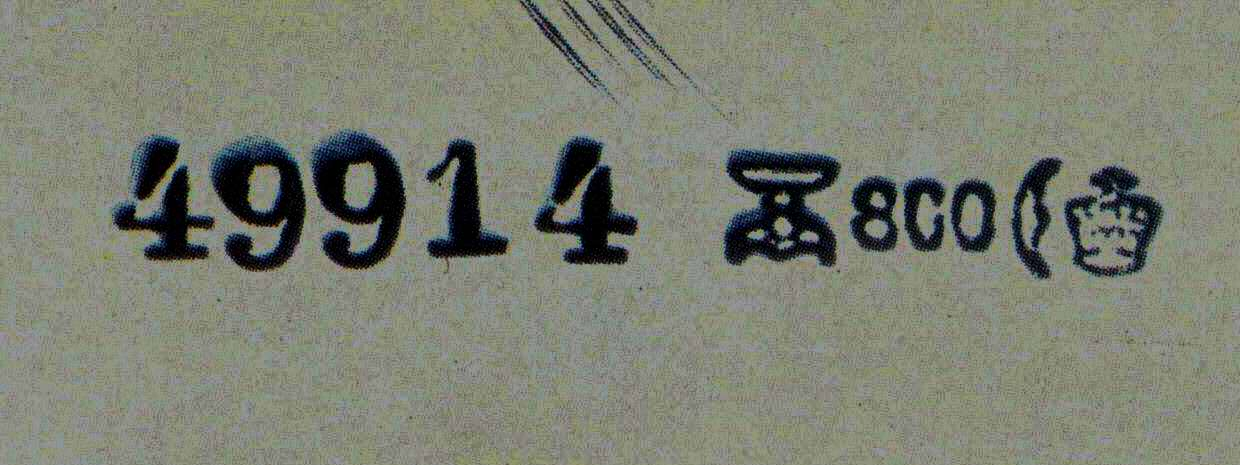
Schema der Silberstempelung bei K&B nach 1888. Modellnummer (= um 1905), Fabrikmarke („Fußschale“), Feingehalts-stempel 800, sowie Reichsstempel: Halbmond (=Silber) und Krone (=Deutsches Reich)

## Modellnummern
Die gestempelten Modellnummern auf den Silberobjekten sind zunächst fortlaufend in der Reihenfolge der zur Produktion bestimmten Entwürfe vergeben worden. 1942 begann eine neue Zählung. Die folgenden Daten beziehen sich auf die Erstausführungen der jeweiligen Entwürfe, deren weitere Ausführungen zum Teil auch später liegen können. Bestecke haben eine eigene, nicht gestempelte Nummernfolge.
| Monat – Jahr der Ausführung | Modell- nummer |
| --------------------------- | -------------- |
| 12–1876                     | 4385           |
| 10–1878                     | 5372           |
| 12–1879                     | 5876           |
| 10–1880                     | 6377           |
| 6–1881                      | 6837           |
| 10–1882                     | 7700           |
| 12–1883                     | 9045           |
| 9–1884                      | 9791           |
| 12–1885                     | 11109          |
| 2–1886                      | 11437          |
| 1887                        | 13743          |
| 5–1888                      | 14747          |
| 12–1889                     | 17101          |
| 2–1890                      | 17200          |
| 6–1891                      | 19277          |
| 1892                        | 20742          |
| 1893                        | 22028          |
| 12–1893                     | 23711          |
| 6–1894                      | 26496          |

| Monat – Jahr der Ausführung | Modell- nummer |
| --------------------------- | -------------- |
| 10–1896                     | 28795          |
| 1897                        | 28886          |
| 2–1899                      | 33271          |
| 1900                        | 34334          |
| 1901                        | 38893          |
| 9–1902                      | 40658          |
| 5–1903                      | 42343          |
| 7–1903                      | 41026          |
| 1907                        | 52303          |
| 1908                        | 52630          |
| 3–1910                      | 58042          |
| 12–1910                     | 59871          |
| 6–1911                      | 61286          |
| 1912                        | 62356          |
| 1914                        | 68219          |
| 1915                        | 68011          |
| 10–1915                     | 68764          |
| 1916                        | 69594          |
| 1918                        | 70807          |

| Monat – Jahr der Ausführung | Modell- nummer |
| --------------------------- | -------------- |
| 10–1919                     | 71977          |
| 1921                        | 73587          |
| 1922                        | 74232          |
| 1925                        | 76828          |
| 1927                        | 79395          |
| 1930                        | 80774          |
| 6–1930                      | 80993          |
| 11–1931                     | 81760          |
| 11–1932                     | 82056          |
| 6–1933                      | 82307          |
| 7–1933                      | 100000         |
| 1–1934                      | 200000         |
| 1–1935                      | 300000         |
| 1–1936                      | 400000         |
| 1–1937                      | 500000         |
| 1–1938                      | 600000         |
| 1–1939                      | 700000         |
| 1–1940                      | 800000         |
| 1–1941                      | 900000         |

| Monat – Jahr der Ausführung | Modell- nummer |
| --------------------------- | -------------- |
| 1942                        | 1000           |
| 1945                        | 3000           |
| 1948                        | 5000           |
| 9–1950                      | 6089           |
| 11–1951                     | 6600           |
| 4–1952                      | 6730           |
| 6–1955                      | 8099           |
| 1960                        | 9881           |
| 3–1965                      | 11027          |
| 1970                        | 11929          |
| 1975                        | 12567          |
| 4–1979                      | 13207          |
| 12–1985                     | 14456          |
| 4–1991                      | 15066          |
| 11–1995                     | 15414          |
| 6–1998                      | 15641          |
| .                           |                |
| .                           |                |
| .                           |                |

## Nachweise
1. ↑  Denkmaldatenbank des LfD Bremen
2. ↑  zum Zeitpunkt siehe Alfred Löhr: Bremer Silber, S. 21 Anm. 15.
3. ↑  Bremer Adressbuch von 1857
4. ↑  Wolfgang Scheffler: Goldschmiede Niedersachsens. Daten, Werke, Zeichen., de Gruyter, Berlin 1965, Bd. 1.
5. ↑  Der Abschnitt beruht auf den Darstellungen von Sänger und Löhr in: Alfred Löhr: Bremer Silber, S. 17–21, 23, 239–243.
6. ↑  Auch nach der Reichsgründung 1871 blieben Bremen und Hamburg mit ihren Häfen außerhalb des reichsdeutschen Zollgebietes. Bestimmte Randzonen des Bremer Staatsgebietes jedoch wurden, um die Zollgrenze kürzer und übersichtlicher zu gestalten, dem deutschen Zollgebiet zugeschlagen, u. a. das Neuenland und benachbarte Gebiete. Das war vorteilhaft für Koch&Bergfeld, da sie mehr ins übrige Reich, als nach Bremen und Übersee exportierten.
7. ↑  Alfred Löhr: Galvanotechnik in der Bremer Silberwarenindustrie. In: Jörn Christiansen (Hrsg.):Bremen wird hell, Bremen 1993, S. 267–273.
8. ↑  Der Abschnitt beruht auf den Darstellungen von Sänger und Löhr in: Alfred Löhr: Bremer Silber, S. 20–21, 23, 240–246.
9. ↑  Zur Firmengeschichte zwischen 1914 und 1945 siehe Heitmann: Handwerk und Maschinenkraft, S. 17–18.
10. ↑  Zur Firmengeschichte bis 1997 siehe Heitmann, Handwerk und Maschinenkraft, S. 19.
11. ↑  Lisa Schröder: Warum die Zukunft der beiden Bremer Silberschmieden unsicher ist. In: Weser-Kurier. 2. Februar 2024, abgerufen am 13. Februar 2024.